# Subbelba partiocrispa
Subbelba partiocrispa är en kvalsterart som först beskrevs av Bulanova-Zachvatkina 1957.  Subbelba partiocrispa ingår i släktet Subbelba och familjen Damaeidae. Inga underarter finns listade i Catalogue of Life.